# Luzerna
Luzerna est une ville brésilienne de l'ouest de l'État de Santa Catarina.

## Géographie
Luzerna se situe par une latitude de 27° 07′ 58″ sud et par une longitude de 51° 28′ 02″ ouest, à une altitude de 511 mètres.
Sa population était de 5 599 habitants au recensement de 2010. La municipalité s'étend sur 117 km2.
Elle fait partie de la microrégion de Joaçaba, dans la mésorégion Ouest de Santa Catarina.

## Villes voisines
Luzerna est voisine des municipalités (municípios) suivantes :
- Água Doce
- Ibicaré
- Herval d'Oeste
- Joaçaba